# Endívia
Endívia (Cichorium endivia) é uma verdura da família Asteraceae, e do gênero das chicórias, que inclui vários vegetais semelhantes de folhas amargas e crocantes.
Endívia é, também, um dos nomes conhecidos para alguns tipos de chicória-comum (Cichorium intybus), nomeadamente a chicória-belga ou chicória-francesa. Existe considerável confusão entre as designações vulgares de Cichorium endivia e Cichorium intybus. A endívia consumida no Brasil pertence à espécie Cichorium intybus.
O vegetal se apresenta como um conjunto de folhas superpostas umas às outras, como no repolho, mas com formato comprido e fino, como uma espiga de milho. Nas folhas, as pontas possuem cor amarelo-claro ou roxa, a depender do tipo de produto. A cabeça é predominantemente branca.
O vegetal pode ser consumido cru, estufado, gratinado, refogado, cozido a vapor ou assado; sendo acomodado em receitas salgadas e doces, quentes ou frias. Combinada com azeite de oliva, alho, queijos cremosos, tomate seco, frutos secos ou fruta fresca, a delicada folha acrescenta um toque de requinte às entradas, saladas e pratos principais.
Países como França, Bélgica e Países Baixos há muito adotam o vegetal em sua culinária. Em Portugal a endívia é particularmente consumida em saladas ou como guarnição de pratos gourmet. Adicionalmente à endívia tradicional de folhas branco-creme, luzidias e fechadas, existem variantes de tons verdes, lisas, frisadas, e de folhas vermelho-roxo. O formato da cabeça das endívias vermelhas varia entre redondo ou fino e pontiagudo. A mais recente evolução no cultivo das endívias na Europa, é um tipo de endívia de folha branca/amarela que não se fecha como a endívia tradicional. Este novo tipo de endívia tem uma folhagem alongada e as suas folhas dentadas são bastante apelativas. Este novo tipo de endívia considerada de qualidade superior, foi batizada como “barbucine”.
Nomes populares: chicória, chicarola, endiva, endívia, escarola, zichorie (alemão), endive e chicorée (francês), chicory e endive (inglês), witlof (holandês).
- O nome em holandês é andijvie, witlof é Chichorium intybus var. foliosum

## História
Os egípcios, gregos e romanos já conheciam a chicória selvagem como remédio para algumas doenças. Não obstante, na literatura egípcia, existem referências ao consumo desta verdura tanto cozida como crua em saladas. A sua introdução na Europa data do século XIII.
Em 1843 um camponês belga reparou que das raízes da chicória selvagem, deixadas na terra e ao abrigo da luz, despontavam uns rebentos compridos, brancos, adocicados e de textura muito agradável. Deu-lhes o nome de witloof, que em flamengo significa “folha branca”.
Deve-se, porém, à Brézier, botânico belga, não só a sua melhoria como a normalização da sua cultura.
Na Europa, ficou popular durante a Primeira Guerra Mundial, quando muitas pessoas eram impedidas de trabalhar livremente a céu aberto devido aos ataques aéreos. A endívia passou, então, a ser cultivada no escuro, protegida em cavas, estufas e até em estábulos, exercendo grande importância na economia e subsistência de muitos vilarejos e camponeses da época.
Hoje, na Europa, o vegetal é cultivado sobretudo no Norte da França e na Bélgica, tidos como países de culinária refinada, onde consideram a verdura símbolo do país, representando um traço de união entre flamengos e valões.

## Cultivo
O cultivo da endívia acontece em duas fases: na primeira são plantadas as sementes para a formação dos rizomas e, na segunda, os rizomas são cultivados em câmaras frias, no escuro e por meio de sistema hidropônico.
Endívias produzidas no escuro têm sabor mais suave e doce, com coloração branco-amarelada. Quando expostas à luz, as endívias ficam esverdeadas, porque as folhas começam a fazer fotossíntese. Mesmo assim, continuam sendo comestíveis e não perdem suas características nutricionais.
O sistema de cultivo hidropônico, modelo adotado para a produção no Brasil, fornece nutrientes e condições perfeitas para o desenvolvimento íntegro do vegetal, resultando em um produto de ótima qualidade e semelhante ao produzido nos lugares mais avançados do mundo.

## Nutrição
De baixa caloria e rica em cálcio, o vegetal também contém vitamina A, fibras, potássio e ferro, tornando seu consumo adequado àqueles que desejam manter uma dieta saudável.
De acordo com informações de California Vegetable Specialities (EUA), a endívia absorve o colesterol na corrente sanguínea e remove toxinas do sistema digestivo. Segundo o Dr. William W. Li, pesquisador de câncer do Center for Biomedical Research (confirmado pela fonte "Antiogenesis Foundation USA") e apresentador do programa do Dr. Oz,  ao se consumir aproximadamente 50g de endívia duas vezes por semana, em saladas cruas, há redução de até 75% do risco em adquirir câncer de ovário e do colo do útero.
Para a APRIFEL (Agence Fruits et Legumes Frais), agência de pesquisas e informações sobre frutas e legumes da França, a endívia age como antioxidante, eliminando os radicais livres, e contém selênio, que retarda as células do envelhecimento precoce.

## Escolha do produto
Escolha as endívias que se apresentem firmes, com aspecto de produto fresco e crocante, folhas bem compactas e fechadas na ponta e cor branca-amarelada. Evite comprá-las quando as folhas apresentarem-se com as margens escurecidas, com pontos enegrecidos e com áreas pegajosas.

## Como conservar
A endívia deve ser conservada na geladeira, em sua embalagem original, saco plástico ou vasilha de plástico tampada e, de preferência, sem expô-la à luz. Dessa maneira, ela se manterá fresca por até duas semanas sem perder suas características nutricionais.
Havendo necessidade, remova as folhas danificadas ou murchas e utilize o restante.
Vale mencionar que a endívia congelada só se presta ao consumo na forma refogada ou como ingrediente de pratos cozidos. Com o congelamento, a textura, o aroma e o sabor podem ser prejudicados.

## Como consumir
Muito versáteis, as endívias podem ser consumidas cruas, refogadas, cozidas no vapor ou assadas. Apesar de levemente amargas, têm sabor refrescante e são muito apreciadas principalmente na culinária europeia.
Antes de usar, remova as folhas externas que porventura estejam murchas ou danificadas. Para amenizar o amargor, um truque simples é cortar a parte inferior do broto antes do preparo. O talo branco, ou seja, a base do vegetal, é o que confere o sabor mais forte. Em receitas que requeiram o desfolhamento, recomenda-se que as folhas sejam retiradas individualmente, evitando danificá-las.
A endívia é mais comumente usada crua em saladas, temperada com molhos à base de azeite e vinagre, e enriquecida com nozes, castanhas e queijos como gorgonzola. Suas folhas côncavas podem ser recheadas e servidas de várias maneiras e têm um excelente efeito na apresentação dos pratos. O vegetal também pode ser cozido, assado ou refogado e usado como ingrediente em pratos como sopas, quiches e gratinados.

## Dicas

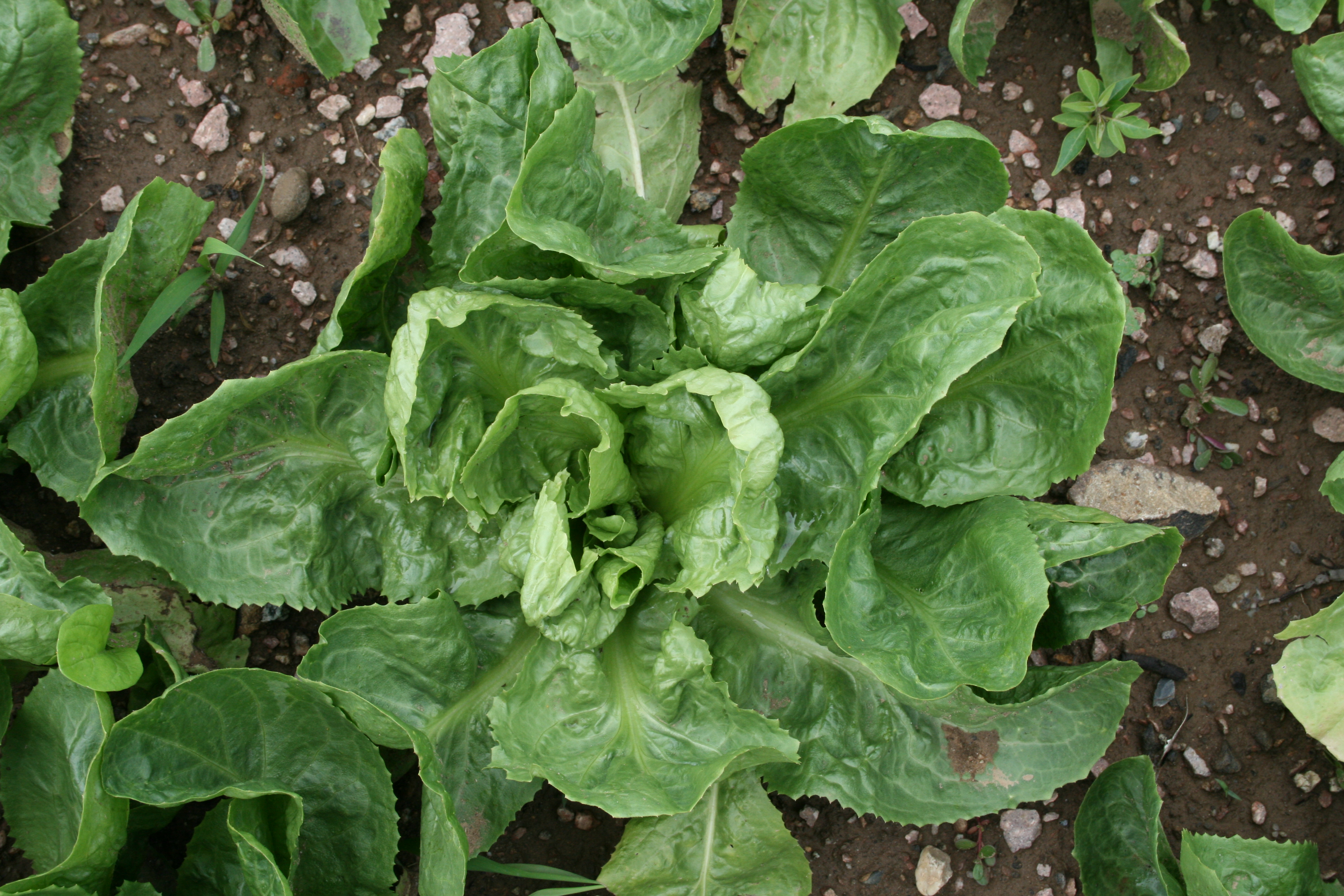
Uma cultivar da endívia de folhas largas da espécie Cichorium endivia

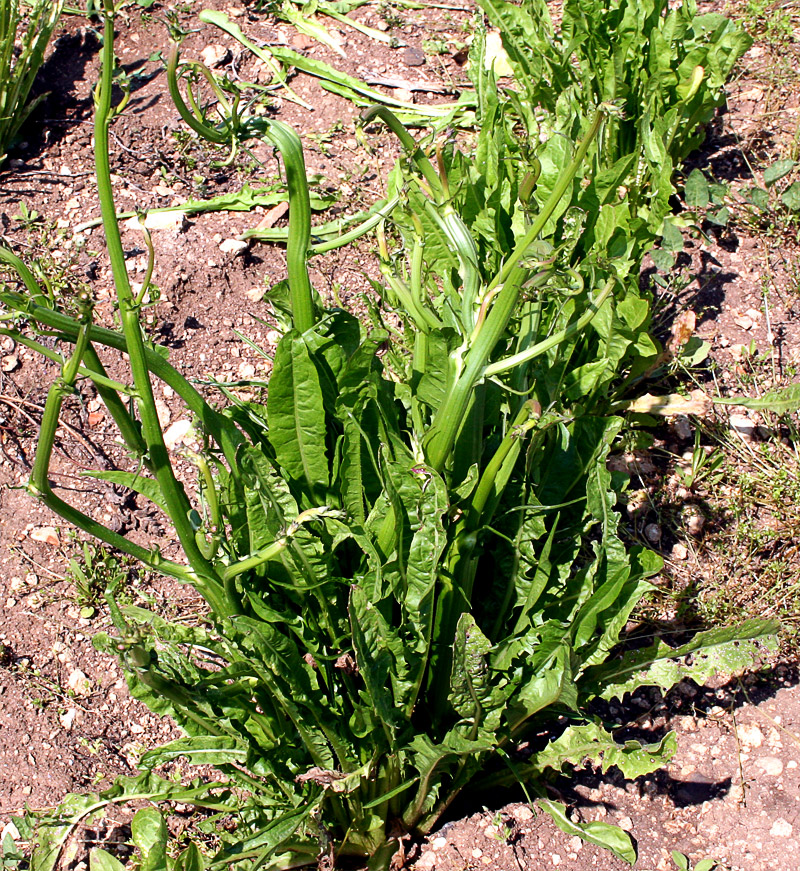
Uma cultivar da endívia tradicional, espécie Cichorium intybus

• Muita atenção na hora da compra: a endívia tem que ser fresca, limpa e rígida, sem machucados e a cor clara. 
• O talo é a parte mais amarga da endívia. Retire-o para suavizar seu sabor.
• Guarde em ambiente escuro e refrigerado para manter a qualidade da endívia.
• Para manter as folhas claras em pratos quentes, adicione alguns pingos de limão.
• Para que não percam os minerais, não as deixe em água por muito tempo.

• Consumo por pessoa: de 250 a 300g em pratos quentes e 150g em pratos frios é o suficiente.